# Claire Romain
Claire Romain, née le 9 juillet 1995 à Paris, est une actrice française de cinéma et de télévision.
Elle est principalement connue pour ses rôles dans les séries télévisées Ici tout commence et Cat's Eyes.

## Biographie

### Jeunesse et débuts
Claire Romain naît le 9 juillet 1995 à Paris, en France,.
Elle est attirée par le cinéma dès son plus jeune âge, aidée en cela par les métiers de ses parents actifs dans le septième art,.
Dès 2001, à l'âge de 6 ans, Claire Romain prend des cours de théâtre,.
En 2003, à 8 ans seulement, Claire Romain fait ses débuts au cinéma en jouant dans le film Moi César, 10 ans ½, 1m39 réalisé par Richard Berry,,.

### Carrière
En 2007 et 2008, elle apparaît dans le film Un Secret de Claude Miller puis dans la comédie romantique Mes amis, mes amours de Lorraine Lévy,,.
Après une éclipse de 10 ans et un court passage par le théâtre, Claire Romain fait une percée à la télévision en 2020-2021 en incarnant le rôle d'Ambre Martin dans le feuilleton télévisé Ici tout commence diffusé sur TF1,,,,.
En 2021, l'actrice tient le rôle de Julie Froment dans un épisode de la série télévisée Les Petits Meurtres d'Agatha Christie,,.
Claire Romain fait ensuite son retour au cinéma avec le film En corps de Cédric Klapisch, sorti en 2022 au cinéma.
En 2023, elle interprète le rôle de Claudine dans 2 épisodes de la série Polar Park de Gérald Hustache-Mathieu,,,
En juin 2023, le directeur général adjoint des contenus du Groupe TF1 Ara Aprikian dévoile le nom des actrices qui incarneront les trois sœurs Chamade dans la série télévisée Cat's Eyes réalisée par Alexandre Laurent, à savoir Camille Lou, Constance Labbé et Claire Romain : « Ce sont trois talents sur lesquels on parie beaucoup et qui vont être un trio assez explosif. On voulait les faire incarner par de jeunes comédiennes, comme dans l'œuvre de base ». Claire Romain y incarne le personnage d'Alexia Chamade, qu'elle évoque en ces termes : « Alexia est une petite boule de feu, c'est un personnage haut en couleur ! Elle est assez impulsive. Ce n'est pas l'aînée des sœurs mais c'est celle qui a réussi à s'émanciper et à faire son petit bout de chemin toute seule ».
En octobre 2023, les exigences du tournage de la série Cat's Eyes l'obligent en un premier temps à suspendre sa participation à la série quotidienne Ici tout commence, mais, en mars 2024, l'actrice annonce qu'elle est évincée par la production d'Ici tout commence à cause du retard pris par le tournage de la série Cat's Eyes,,.

### Vie privée
Depuis 2022, Claire Romain est en couple avec Thomas Da Costa, acteur rencontré dans la série Ici tout commence,,.

## Filmographie

### Cinéma
- 2003 : Moi César, 10 ans ½, 1m39 de Richard Berry[3],[4]
- 2007 : Un Secret de Claude Miller[3],[4]
- 2008 : Mes amis, mes amours de Lorraine Lévy[3],[4]
- 2022 : En corps de Cédric Klapisch[3]
- 2022 : Le Tourbillon de la vie d'Olivier Treiner[1],[3]
- 2024 : Sei fratelli (La Fratrie) de Simone Godano : Gaëlle[16]

### Télévision

#### Séries télévisées
- 2021 - 2023 : Ici tout commence de Coline Assous, Éric Fuhrer et Othman Mahfoud : Ambre Martin
- 2023 : Polar Park de Gérald Hustache-Mathieu : Claudine[3],[5],[6],[7]
- 2023 : Alphonse de Nicolas Bedos : Adèle Clément jeune[17]
- 2024 : Les Petits Meurtres d'Agatha Christie d'Anne Giafferi et Murielle Magellan : Julie Froment (saison 3, épisode 10)
- 2024 : Cat's Eyes d'Alexandre Laurent : Alexia « Alex » Chamade[3],[6],[8],[9],[18],[19],[20],[21],[22],[23]
- 2025 : Montmartre de Louis Choquette : Rose
- 2025 : Soleil noir (mini-série Netflix) : Manon